# MP4
MP4 یا ام‌پی۴ یک فرمت چند رسانه‌ای استاندارد و بخشی از MPEG-4 است. MP4 نام اختصاری MPEG-4 Part 14 است. این فرمت معمولاً برای ذخیره‌سازی ویدئوها و موسیقی‌های دیجیتال، داده‌های دیگر مانند زیرنویس و تصاویر ثابت به کار می‌رود.

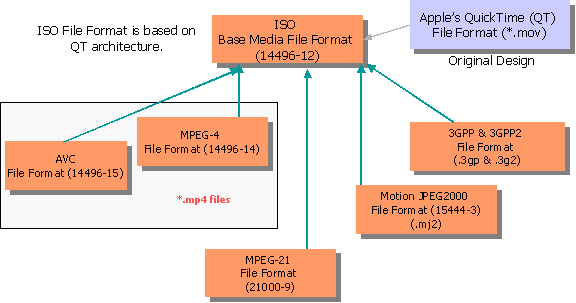

فرمت MP4 یکی از فرمت‌های محبوبی است که تحت استاندارد ISO/IEC 14496-12:2001 شکل گرفته و گروه MPEG نیز در استانداردسازی آن نقش اساسی داشته‌است. به همین علت است که MP4 یکی از فرمت‌های بسیار محبوب در سطح جهانی است و در سایت‌ها و نرم‌افزارهای مختلفی از این فرمت استفاده و پشتیبانی می‌شود.
که در سال ۲۰۰۱ مبتنی بر فرمت MOV که مخصوص مولتی‌مدیاپلیر QuickTime، معرفی شده، اولین مدل استاندارد است اما در حال حاضر از MPEG-4 Part 14 که در سال ۲۰۰۳ شکل گرفته، استفاده می‌شود.
همان‌طور که در ابتدا اشاره کردیم، MP4 فرمتی است که آن اطلاعات مختلفی به صورت فشرده شده قرار می‌گیرد. استاندارد مشخص می‌کند که شیوهٔ ذخیره شدن اطلاعات در این نوع فایل چگونه باشد اما در مورد نحوهٔ اینکد کردن استریم ویدیو یا صدا، در استاندارد MP4، جزئیات خاصی مطرح نمی‌شود. به همین علت است که ممکن است ویدیویی که در یک فایل MP4 موجود است، در تمام نرم‌افزارهای پخش ویدیو باز شود اما ویدیوی دیگری، فقط در نرم‌افزارهای خاص باز شود.
معمولاً در فایل MP4 از ویدیوهای بسیار فشرده استفاده می‌شود و حجم فایل‌ها نسبتاً پایین است. به همین دلیل گزینهٔ خوبی برای استفاده در وب‌سایت‌ها و سرویس‌های استریم ویدیو مثل یوتیوب است.
توجه کنید که فایل‌های MP4 می‌توانند به عنوان فرمت صوتی هم استفاده شوند اما فایل‌هایی با پسوند M4A یا MP3 صرفاً مخصوص موسیقی و صدا هستند.